# 哈爾納扎爾·阿加哈諾夫
哈爾納扎爾·阿曼納扎羅維奇·阿加哈諾夫（1952年2月25日—2013年6月29日）是土庫曼的政治家和外交官。 他出生於阿什哈巴德，曾擔任駐哈薩克（1999年－2000年）、俄羅斯（2000年－2012年）、保加利亞（2009年－2012年）、德國和拉脫維亞（2012直至去世）的大使。阿加哈諾夫於2013年6月29日在柏林因癌症去世。

## 外部連結
- Посол Туркменистана в Германии （页面存档备份，存于）
- Халназар Агаханов на сайте ЦентрАзия （页面存档备份，存于）